# Jennifer Shahade
Jennifer Shahade (Filadelfia, Pensilvania; 31 de diciembre de 1980) es una ajedrecista, jugadora de póquer, comentarista y escritora estadounidense. Ha sido dos veces campeona de Estados Unidos y ostenta el título de Gran Maestra Femenina por la Federación Internacional de Ajedrez. Es autora de varios libros sobre técnicas y aprendizaje del ajedrez. Entre 2018 y 2023 dirigió el programa femenino de la Federación de Ajedrez de Estados Unidos. También ha sido embajadora de MindSports para PokerStars y miembro de la junta directiva del Salón de la Fama del Ajedrez Mundial.

## Primeros años
Shahade nació en la ciudad de Filadelfia, en el estado de Pensilvania. Es hija del maestro de la FIDE Mike Shahade y de la profesora de química de la Universidad de Drexel y autora Sally Solomon. Su padre es libanés y su madre es judía. Su hermano mayor, Greg Shahade, es maestro internacional. Asistió a la escuela Julia R. Masterman.

## Carrera
En 1998, se convirtió en la primera mujer en ganar el Abierto Juvenil de Estados Unidos. En 2002, ganó el Campeonato Femenino de Ajedrez de Estados Unidos en Seattle. En el siguiente Campeonato Femenino de Estados Unidos, obtuvo su segunda norma de Maestra Internacional y, en 2004, ganó su segundo Campeonato Femenino de Ajedrez de Estados Unidos.
Shahade se licenció en Literatura Comparada por la Universidad de Nueva York.
Sus escritos han aparecido en Los Angeles Times, The New York Times, Chess Life, New In Chess y Games Magazine. Su primer libro, Chess Bitch: Women in the Ultimate Intellectual Sport se publicó en octubre de 2005.
Shahade es la antigua editora jefe de la página web de la Federación de Ajedrez de Estados Unidos y ha presentado un podcast mensual sobre ajedrez, Ladies Knight, para la federación.
En 2007, Shahade cofundó una organización sin ánimo de lucro dedicada al ajedrez llamada «9 Queens».
Shahade también es jugadora de póquer. En 2014, se convirtió en embajadora de MindSports para PokerStars. El 9 de diciembre de 2014, ganó el primer TonyBet Open Face Chinese Poker Live World Championship High Roller Event, llevándose 100 000 euros de premio.
Shahade ha sido la presentadora del podcast de póquer The GRID, que produce junto a su marido, Daniel Meirom. En 2019, The GRID ganó el premio Global Poker Award al podcast del año. También es exentrenadora del sitio web de formación Run It Once.
Shahade es miembro de la junta directiva del Salón de la Fama del Ajedrez Mundial. En 2018, se convirtió en directora del programa femenino de la Federación de Ajedrez de Estados Unidos, que lleva el ajedrez a miles de niñas del país. Shahade dimitió de la Federación el 6 de septiembre de 2023. Afirmó que la Federación la trató con «hostilidad en lugar de apoyo» y que fue «constantemente minimizada o ignorada» cuando presentó denuncias de agresión contra el gran maestro Alejandro Ramírez Álvarez, costarricense de origen pero que competía bajo bandera estadounidense. Shahade publicó una declaración en sus redes sociales sobre su dimisión, en la que afirmaba: «Basándome en lo que he visto, actualmente no puedo prestar mi credibilidad a la organización con la conciencia tranquila. Esto es especialmente cierto desde que me he convertido en la confidente de facto de tantas mujeres y niñas, lo que hace que sea esencial para mí tener fe en la toma de decisiones ejecutivas y en la comunicación».

## Vida personal
Shahade está casada con Daniel Meirom. Viven en Filadelfia y tienen un hijo, Fabián, nacido en 2017. En 2019, crearon «Not Particularly Beautiful», una instalación artística que superponía insultos misóginos dirigidos a las mujeres en el ajedrez sobre las casillas de un tablero de ajedrez.
En febrero de 2023, Shahade acusó al ajedrecista costarricense Alejandro Ramírez Álvarez de agredirla sexualmente en dos ocasiones y afirmó que había oído hablar de otras presuntas víctimas. La Federación de Ajedrez de Estados Unidos y el Club de Ajedrez de Saint Louis comenzaron una investigación a Ramírez por la presunta conducta sexual inapropiada, según datos de febrero de 2023.
El 6 de marzo, Ramírez renunció a su afiliación al Club de Ajedrez de San Luis y al equipo de ajedrez de la Universidad de San Luis. Al día siguiente, The Wall Street Journal publicó un artículo que corroboraba las afirmaciones de Shahade, en el que se concluía, basándose en entrevistas con ocho mujeres, que Ramírez les había hecho insinuaciones sexuales no deseadas desde 2011 y que el supuesto comportamiento era un secreto a voces.